# Xyronotus
Xyronotus – rodzaj prostoskrzydłych z podrzędu krótkoczułkowych i rodziny Xyronotidae.
Nazwę Xyronotus podał po raz pierwszy w 1884 roku Henri de Saussure, natomiast opis rodzaju podał jako pierwszy Ignacio Bolívar. Gatunkiem typowym X. aztecus.
Należą tu prostoskrzydłe o ciele przypłaszczonym bocznie, długości od 17 do blisko 30 mm. W profilu mają silnie zakrzywioną do wewnątrz twarz. Ich przedplecze jest mocno dachowate. Samce charakteryzują się długimi, smukłymi, rozdwojonymi lub roztrojonymi przysadkami odwłokowymi, podczas gdy samice mają przysadki krótkie, stożkowate i tępo zakończone. Płytka subgenitalna u samców jest wydłużona, nabrzmiała u nasady i wąska u wierzchołka, głęboko rozwidlona. Natomiast samice mają tę płytkę szeroko kanciastą i na wierzchołku prawie zaokrągloną.
Wszystkie znane gatunki są endemitami Meksyku. 
Należą tu 3 opisane gatunki:
- Xyronotus aztecus Saussure, 1884
- Xyronotus cohni Dirsh et Mason, 1979
- Xyronotus hubbelli Dirsh et Mason, 1979